# Gmina Zadzim
Gmina Zadzim là một gmina nông thôn (khu hành chính) ở Hạt Poddębice, Łódź Voivodeship, ở miền trung Ba Lan. Khu vực hành chính của nó là làng Zadzim, nằm khoảng 16 kilômét (10 mi) về phía tây nam của Poddębice và 43 km (27 mi) về phía tây thủ đô khu vực Łódź.
Gmina có diện tích 144,36 kilômét vuông (55,7 dặm vuông Anh), và tính đến năm 2006, tổng dân số của nó là 5.341 người.

## Làng
Gmina Zadzim gồm các làng và các khu định cư như Adamka, Alfonsów, Annów, Anusin, Babiniec, Baki, Bogucice, Bratków Dolny, Bratków Gorny, Budy Jeżewskie, Charchów Księży, Charchów Pański, Chodaki, Dąbrówka, Dąbrówka D, Dzierzązna Szlachecka, Głogowiec, Gorki Zadzimskie, Grabina, Grabinka, Hilarów, Iwonie, Jeżew, Jeżew PGR, Józefów, Kazimierzew, Kłoniszew, Kolonia Chodaki, Kolonia Grabinka, Kolonia Pila, Kolonia Rudunki, Kolonia Rzeczyca, Kraszyn, Leszkomin, Maksymilianów, Malyn, Marcinów, Nowy Świat, Otok, Otok PKP, Pałki, Pietrachy, Pila, Piotrów, Ralewice, Ruda Jeżewska, Rudunki, Rzechta Drużbińska, Rzeczyca, Sikory, Skęczno, Szczawno Rzeczyckie, Urszulin, Walentynów, Wierzchy, Wiorzyska, Wola Dąbska, Wola Flaszczyna, Wola Sipińska, Wola Zaleska, Wyrębów, Zaborów, Zadzim, Zalesie, Zalesie PGR, Zawady, Żerniki và Zygry.

## Gmina lân cận
Gmina Zadzim được bao quanh bởi các gmina như Lutomiersk, Pęczniew, Poddębice, Szadek, Warta và Wodzierady.